# 朝馬
24°10′15″N 120°38′13″E / 24.17083°N 120.63694°E

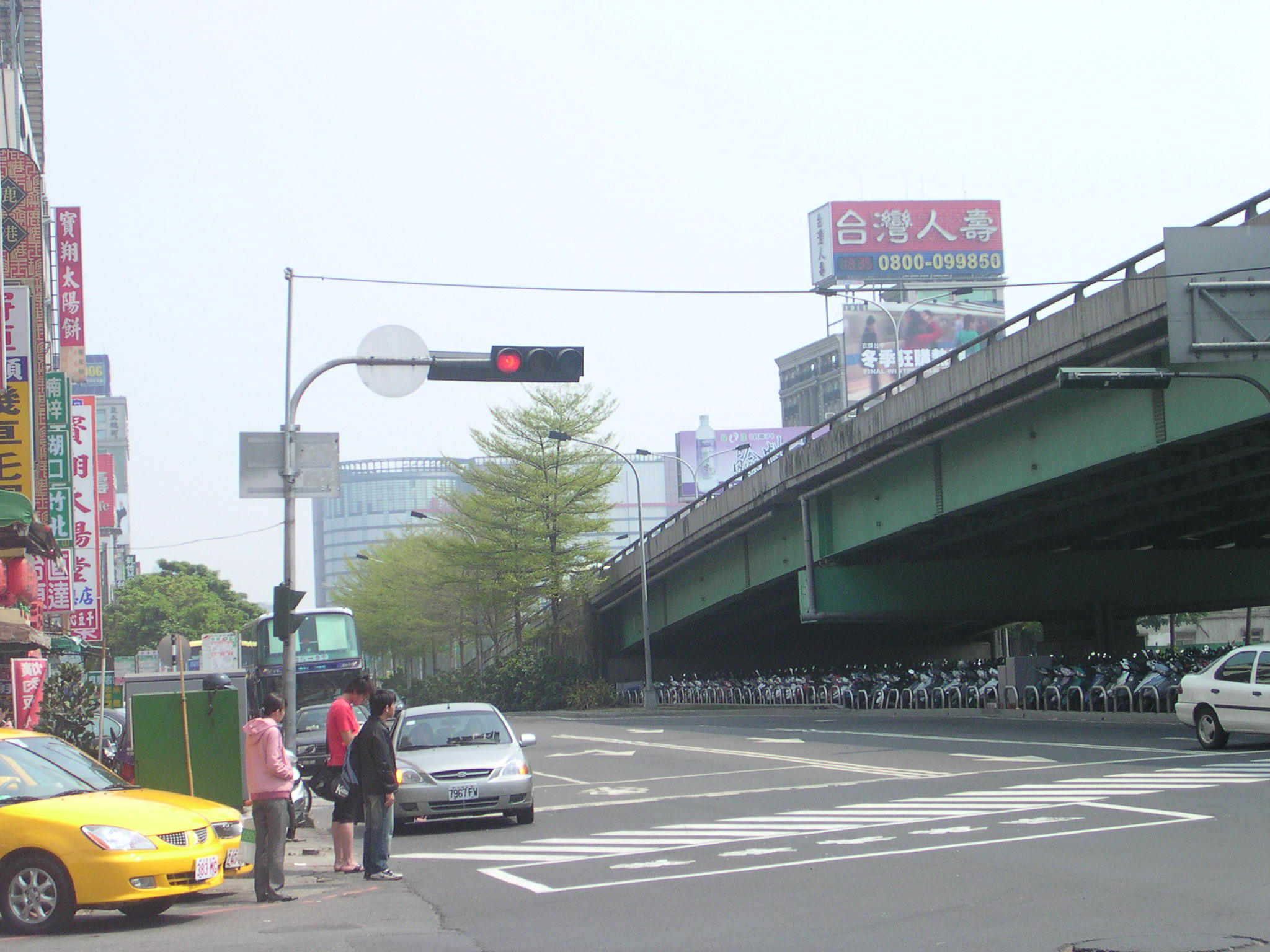
朝馬街景：所見為臺灣大道二段，橫向為黎明路。另外，高架橋可直通高速公路、左側可見部分客運站、遠處為新光三越臺中店

朝馬，是臺灣臺中市西屯區的一處地名，位於臺灣大道與黎明路交叉口附近。近十年來，隨著週邊七期重劃區快速開發，且鄰近臺中交流道，使當地國道客運轉運站林立，公路交通地位重要，是臺中市國道客運樞紐之一，同時為臺灣西部客運中停與轉運中樞。

## 歷史
西屯區最早的水工程是清康熙五十六年（1717年），諸羅縣周鍾瑄知縣曾捐款二百石幫助庄民合築馬龍潭坡。

## 名稱由來
「朝馬」之名，係來自早期臺灣省公路局站牌名稱，為「朝洋」和「馬龍潭」的合稱。「朝洋」、「馬龍潭」為平埔族馬龍潭社所在地，其名由來已久，在清國時代之行政區域歸屬於捒東下堡村庄。
朝洋，又作「潮洋」，原作「潮陽」，得自當地早期住民來自廣東省潮州府潮陽縣（今汕頭市潮南區）。
馬龍潭或作「馬磷潭」、「馬鳴潭」，地名為以臺灣話譯自巴宰語Maling，即死靈所在地，再轉作哭、守喪、祭祖地之意。潭，係附近往昔有筏子溪凹岸深水處，故合稱馬龍潭。

## 鄰近客運車站及路線
| 營運業者 | 路線編號   | 路線名稱                   | 候車站場           |
| -------- | ---------- | -------------------------- | ------------------ |
| 統聯客運 | 1619       | 臺中－臺灣大道－臺北       | 統聯客運朝馬站     |
| 統聯客運 | 1623       | 臺中－桃園國際機場         | 統聯客運朝馬站     |
| 統聯客運 | 1625       | 臺中－臺南                 | 統聯客運朝馬站     |
| 統聯客運 | 1667       | 臺北－臺中朝馬             | 統聯客運朝馬站     |
| 統聯客運 | 9019       | 臺中朝馬－二林－麥寮       | 統聯客運朝馬站     |
| 國光客運 | 1806       | 基隆－南投                 | 朝馬站（國光）     |
| 國光客運 | 1827       | 臺北－臺灣大道－臺中       | 朝馬站（國光）     |
| 國光客運 | 1831       | 臺北－南投                 | 朝馬站（國光）     |
| 國光客運 | 1832(含AB) | 臺北－埔里                 | 朝馬站（國光）     |
| 國光客運 | 1837       | 臺北－臺南                 | 朝馬站（國光）     |
| 國光客運 | 1838       | 臺北－高雄（經林口、朝馬） | 朝馬站（國光）     |
| 國光客運 | 1839       | 臺北－屏東（經林口、朝馬） | 朝馬站（國光）     |
| 國光客運 | 1852       | 板橋－國道三號－臺中       | 朝馬站（國光）     |
| 國光客運 | 1860       | 桃園國際機場－臺中         | 朝馬站（國光）     |
| 國光客運 | 1862       | 桃園－高雄（經朝馬）       | 朝馬站（國光）     |
| 國光客運 | 1866       | 朝馬－清大－元培           | 朝馬站（國光）     |
| 國光客運 | 1870       | 臺中－嘉義                 | 朝馬站（國光）     |
| 國光客運 | 1871       | 臺中－臺南                 | 朝馬站（國光）     |
| 國光客運 | 1872       | 臺中－高雄                 | 朝馬站（國光）     |
| 國光客運 | 1873       | 臺中－屏東                 | 朝馬站（國光）     |
| 和欣客運 | 7500       | 臺北－臺南                 | 和欣客運朝馬轉運站 |
| 和欣客運 | 7504       | 臺中－板橋                 | 和欣客運朝馬轉運站 |
| 和欣客運 | 7506       | 臺中－嘉義                 | 和欣客運朝馬轉運站 |
| 和欣客運 | 7511       | 臺北－臺中港               | 和欣客運朝馬轉運站 |
| 臺中客運 | 9010       | 臺中－新竹                 | 臺中客運朝馬站     |
| 臺中客運 | 9015       | 臺中－北港                 | 臺中客運朝馬站     |
| 臺中客運 | 9016       | 臺中－臺西                 | 臺中客運朝馬站     |
| 新竹客運 | 9010       | 臺中市－國道1號－新竹市    | 臺中客運朝馬站     |
| 臺西客運 | 9015       | 臺中－北港                 | 臺中客運朝馬站     |
| 臺西客運 | 9016       | 臺中－四湖                 | 臺中客運朝馬站     |
| 中鹿客運 | 9018       | 臺中－鹿港                 | 朝馬（臺灣大道）   |
| 員林客運 | 9019       | 臺中朝馬－二林－麥寮       | 統聯客運朝馬站     |

## 交通
公路
朝馬鄰近國道一號臺中交流道、台74線，不管是國道客運、公路客運及市公車均會在此設站。
軌道運輸
目前朝馬有台中捷運綠線，於文心路及台灣大道路口的市政府站距朝馬約1.5公里。復以臺中交流道車流量龐大，造成臺中朝馬擁有規模最龐大55座月台國道客運轉運中心。
臺中市公車
- 臺灣大道幹線
  - 秋紅谷站：300、301、302、303、304、305、306、307、308、309、310
- 站名：朝馬（臺灣大道，黎明路東側）
  - 台中客運：27、60、69、323、323區、324、325
  - 中台灣客運：658、658延
  - 統聯客運：63、73、75、75區2、77、326
  - 豐原客運：63
  - 豐榮客運：48
  - 和欣客運：161
  - 全航客運：5
- 站名：朝馬二（臺灣大道，黎明路西側）
  - 中台灣客運：151、151副、152、155
  - 豐原客運：153、153副、153區
  - 統聯客運：81
- 站名：朝馬（黎明路）
  - 臺中客運：28、29、54
  - 全航客運：5
  - 統聯客運：79
  - 中鹿客運：529
- 站名：朝馬黎明路口
  - 臺中客運：49
  - 捷順交通：356

## 鄰近景點與地標
- 秋紅谷站(朝陽橋)
- 秋紅谷景觀公園

## 腳註
1. ↑  「朝」，拼音：，注音：，音同「潮」